# Mariinszkij Színház
A Mariinszkij Színház (Мариинский театр) történelmi opera- és balettszínház Szentpéterváron, Oroszországban 1860-ban nyílt meg, és a 19. század végi Oroszország kiemelkedő zenei színháza lett, ahol Csajkovszkij, Muszorgszkij és Rimszkij-Korszakov számos színpadi remekművét mutatták be. A szovjet korszak nagy részében Kirov Színház néven volt ismert. A Mariinszkij Színház ma a Mariinszkij Balett, a Mariinszkij Opera és a Mariinszkij Zenekar számára ad otthont. Jurij Tyemirkanov 1988-as nyugalomba vonulása óta Valerij Gergijev karmester a színház főigazgatója.

## Nevének eredete
A színház nevét Mária Alekszandrovna cárnéről, II. Sándor orosz cár feleségéről kapta. A főbejárati előcsarnokban a cárné mellszobra látható. A színház neve annak története során, az aktuális politikai légkört tükrözve többször megváltozott:
- 1738–1860: Szentpétervári Nagy Színház
- 1860–1917: Cári Mariinszkij Színház (Императорский Мариинский театр)
- 1917–1920: Állami Mariinszkij Színház (Государственный Мариинский театр)
- 1920–1924: Állami Akadémiai Opera- és Balettszínház (Государственный академический театр оперы и балета)
- 1924–1935: Leningrádi Állami Akadémiai Opera- és Balettszínház (Ленинградский государственный академический театр оперы и балета)
- 1935–1992: Kirov Állami Akadémiai Opera- és Balettszínház (Государственный академический театр оперы и балета имени С. М. Кирова) (egyike annak a számos helynek és intézménynek, amelyet akkoriban Szergej Kirovról neveztek el vagy át)
- 1992– jelenleg: Állami Akadémiai Mariinszkij Színház (Государственный aкадемический Мариинский театр)

Megjegyzés: A GATOB (Goszudarsztvennij Akagyemicseskij Tyeatr Operi i Baleta) rövidítés gyakran előfordul a történeti beszámolókban.
A színház épületét általában Mariinszkij Színháznak hívják. A benne működő cégek márkafelismerési céllal megtartották a szovjet időszakban szerzett Kirov nevet a meggyilkolt leningrádi kommunista pártvezér, Szergej Kirov (1886–1934) emlékére.

## A kezdetek

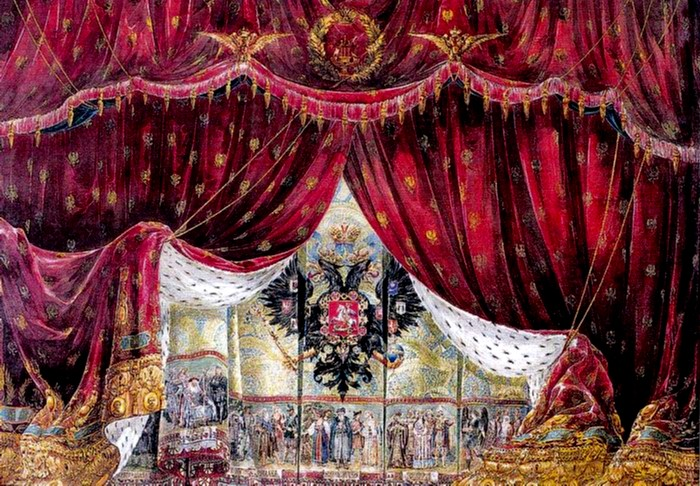
Az 1914 előtti Mariinszkij Színház függönyterve

A szentpétervári birodalmi dráma-, opera- és balettkart 1783-ban hozták létre, Nagy Katalin parancsára, bár a 18. század eleje óta egy olasz balettkar is fellépett az orosz udvarban.
Az új opera- és balettművészek társulatának állandó színházépületet Antonio Rinaldi tervezett, és 1783-ban nyitották meg. A Birodalmi Bolsoj Kamennij Színház néven ismert épület a Carousel téren található, amelyet az épület tiszteletére Színház térre neveztek át. Mindkét név – 'Kamennij' (oroszul: kő) és 'Bolsoj' (oroszul: nagy) – azért alkották meg, hogy megkülönböztessék a fából készült Kisszínháztól. 1836-ban a Bolsoj Kamennij Színházat Alberto Cavos (Catterino Cavos operaszerző fia) tervei alapján újították fel, és a cári balett és opera fő színházaként szolgált.
1849. január 29-én megnyílt a Lovas cirkusz (Конный цирк) a Színház téren. Ez is Cavos építész munkája volt. Az épületet úgy tervezték, hogy színházként is működjön.

## Vezető szerepe
A Cári Mariinszkij Színház és elődje, a Bolsoj Kamennij Színház adott otthont Mihail Glinka, Modeszt Muszorgszkij és Pjotr Iljics Csajkovszkij számos operájának ősbemutatójának. Ivan Vszevolozsszkij színházigazgató utasítására mind a Birodalmi Balettet (a balett 1870-ben érkezett a Mariinszkij Színházba), mind a Cári Operát 1886-ban áthelyezték a Mariinszkij Színházba, mivel a Bolsoj Kamennij Színházat nem tartották biztonságosnak.
A házban tartott további világpremierek között szerepelt Muszorgszkij Borisz Godunov című operája 1874-ben, Csajkovszkij Pikk dáma című operája 1890-ben és Jolánta 1892-ben, Prokofjev Rómeó és Júlia című balettjének átdolgozott változata 1940-ben, valamint Hacsaturján. Spartacus balett 1956-ban. A további figyelemre méltó produkciók közé tartozik Rimszkij-Korszakov Aranykakas című operája 1909-ben és Prokofjev Hamupipőke című balettje 1946-ban (Natalja Dugyinszkaja közreműködésével).
A cári és szovjet színház számos impresszárió, karmester és zenész otthona volt.
Karmesterek: Mihail Zsukov (1932–35), Izrail Csudnovszkij és mások.
Balett: A Mariinszkij Színház balettiskolája indította el Matilda Kseszinszkaja, Olga Preobrazsenszkaja, Anna Pavlova, Tamara Karszavina, Vaclav Nyizsinszkij és George Balanchine művészek pályafutását, akik az Cári Balett Iskola és stílus növendékei, Agrippina Vaganova, művészek: Marina Szemjonova, Galina Ulanova, Rudolf Nurejev, Natalja Makarova, Mihail Barisnyikov, Irina Kolpakova, Galina Mezenceva, Altinaj Aszilmuratova, valamint a neves iskola legújabb táncosai, Uljana Lopatkina, Gyiana Visnyova és Szvetlana Zaharova a mostani név szerint a Vaganova Orosz Balett Akadémia tanítványai.

## A Mariinszkij Színház ma
Jurij Tyemirkanov, 1976-tól 1988-ig vezető karmester irányítása alatt az Operatársulat folytatta modern és klasszikus orosz operák innovatív produkcióit.
2022 áprilisában Gavriel Heine rezidens karmester, Gergijev pártfogoltja részben az ukrajnai orosz invázió miatt mondott le.

### A Mariinszkij Színház koncertterme
A közeli Mariinszkij Színház koncertterme, amelyet Xavier Fabre francia építész tervezett, 2007 tavaszán nyílt meg.

## A Mariinszkij Színház második színpada

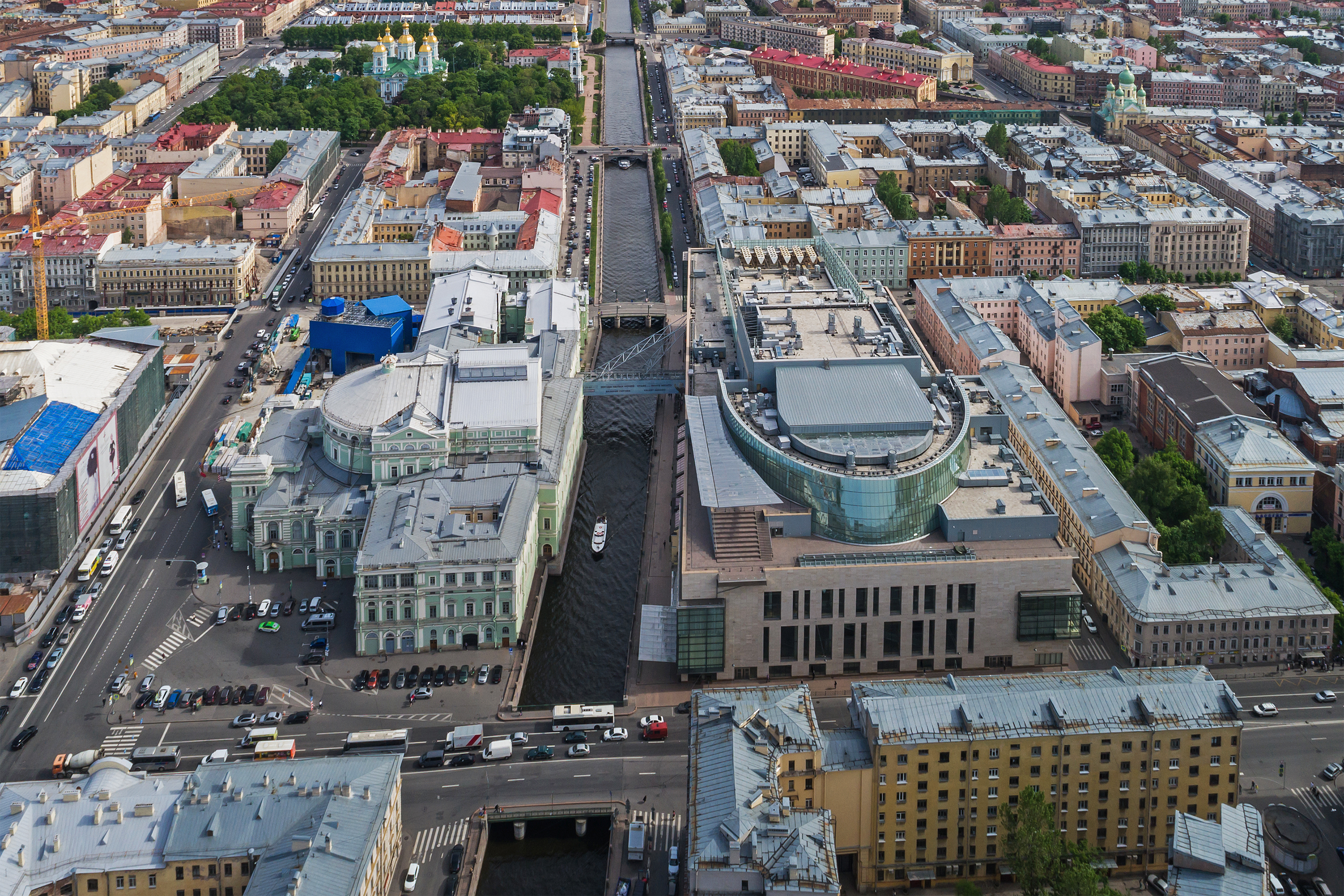
A második színpad a csatorna jobb oldalán

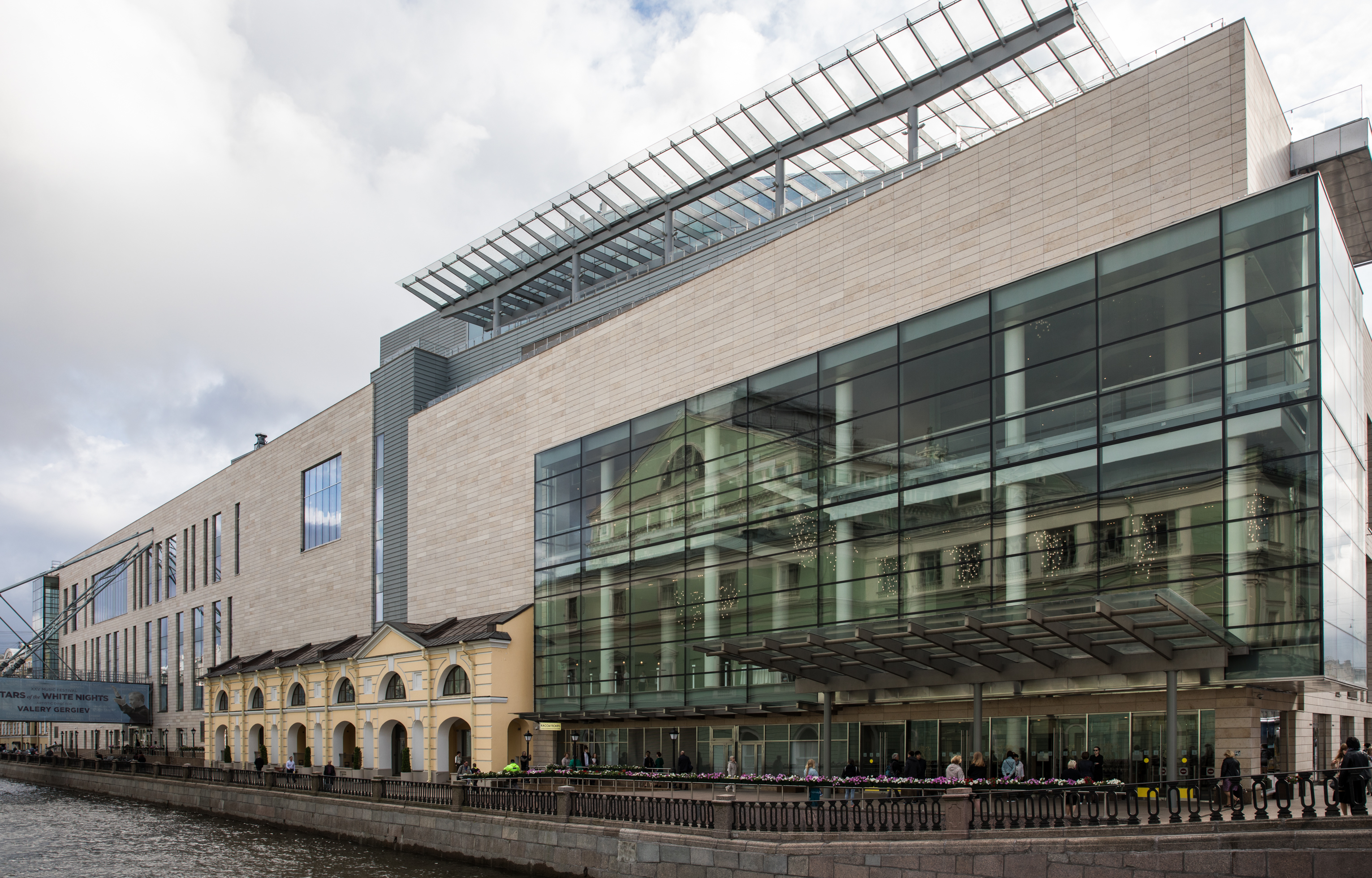
A második színpad

A kanadai Diamond and Schmitt Architects cég helyi partnerével, a KB ViPS Architectsszel közösen tervezett egy új, akkoriban The Second Stage nevet viselő épületet 2000-es nézőtérrel, amely kiegészítené a meglévő Mariinszkijt. Az építkezés 2003-ban kezdődött, Jean Nouvel francia építész eltérő terve alapján, amelyet az alagsor szintjén leállítottak. Az új tervezőcsapat 2009-ben vette át az irányítást. A Mariinsky II a New York-i Lincoln Center szentpétervári megfelelőjének építkezése 2013 májusában fejeződött be, félmilliárd eurós költséggel.

## A Mariinszkij lemezkiadó
2009-ben a Mariinszkij Színház elindította saját lemezkiadóját, amelyet ugyanaz a csapat irányít, mint a londoni LSO Live kiadót.
A megjelent címek között szerepel:
- Rahmanyinov: 3. zongoraverseny / Rapszódia Paganini témájára Denis Matsuev előadásában, vezényel: Valerij Gergijev Mariinsky Label Website
- Scsedrin: Az elvarázsolt vándor vezényelte Valerij Gergijev Mariinszkij Label Weboldal
- Sosztakovics: Az orr, Valerij Gergijev Mariinszkij vezényelte
- Sosztakovics: 1. és 15. szimfónia Valerij Gergijev Mariinszkij vezényletével
- Stravinsky: Oidipus Rex / Les Noces vezényelte: Valerij Gergijev Mariinsky Label Website
- Csajkovszkij: 1812, Moszkva kantáta, Marche Slave, vezényelte Valerij Gergijev Mariinszkij Label Weboldal

## Fordítás
Ez a szócikk részben vagy egészben  a   Mariinsky Theatre című angol Wikipédia-szócikk ezen változatának fordításán alapul.  Az eredeti cikk szerkesztőit annak laptörténete sorolja fel. Ez a jelzés csupán a megfogalmazás eredetét és a szerzői jogokat jelzi, nem szolgál a cikkben szereplő információk forrásmegjelöléseként.